# 市街 (映画)
『市街』（しがい、原題・英語: City Streets）は、1931年に製作・公開されたアメリカ合衆国の映画である。

## 概要
ダシール・ハメットの原案をもとにルーベン・マムーリアンが監督、ゲイリー・クーパーとシルヴィア・シドニーが主演した。
1928年にも『暗黒街の女』として映画化されている。（ウィリアム・A・ウェルマン監督、クララ・ボウ主演）当初はボウとクーパーの主演が予定されていた。

## キャスト
- キッド：ゲイリー・クーパー
- ナン：シルヴィア・シドニー
- マスカル：ポール・ルーカス
- マッコイ：ウィリアム・ボイド(en:William "Stage" Boyd)
- アグネス：ウィン・ギブソン（英語版）

## スタッフ
- 監督：ルーベン・マムーリアン
- 製作：E・ロイド・シェルダン（英語版）
- 脚本：マックス・マーシン（英語版）、オリヴァー・H・P・ギャレット（英語版）
- 撮影：リー・ガームズ（英語版）
- 編集：ウィリアム・シェア